# Схема управления воздушным транспортом в России
В России управление воздушным транспортом находится под контролем государства. Имеются управления по контролю за воздушным транспортом и линейные отделы на авиалиниях в России. Каждая авиакомпания платит налог на диспетчерское обслуживание.

## Центральное управление
- Люберцы - весь Центральный федеральный округ

включает Московскую зону

## Западно-Сибирское управление
- Новосибирск - Новосибирская, Омская, Томская, Кемеровская области, Алтайский край.

включает Новосибирскую зону

## Восточно-Сибирское управление
- Иркутск -Иркутская область, Забайкальский край, Бурятия.

включает Иркутскую зону

## Красноярское управление
- Красноярск - Красноярский край, Горный Алтай, Хакасия, Тыва

включает Красноярскую зону

## Северо-западное управление
- Санкт-Петербург - Санкт-Петербург, Ленинградская область, Новгородская область, Псковская область, Мурманская область, Карелия

включает Санкт-Петербургскую зону (Санкт-Петербургский, Калининградский районы)

## Архангельское управление
- Архангельск - Архангельская область

## Коми управление
- Сыктывкар - Коми

## Южное управление
- Ростов-на-Дону - СКФО, ЮФО, КФО

включает Ростовскую зону (Симферопольский район), а также ЛНР, ДНР, Херсонскую область России, Запорожскую область России.

## Дальневосточное управление
- Хабаровск - Хабаровский край, Приморский край, Амурская область, Сахалинская область, Еврейская автономная область

включает Хабаровский район

## Саха (Якутское)
- Якутск - Саха (Якутия)

включает Якутский район ,

## Северо-Восточное
- Магадан- Магаданская область , Чукотка

включает Магаданский район

## Камчатское
- Петропавловск-Камчатский - Камчатский край

## Приволжское управление
- Самара -ПФО

включает Самарскую зону

## Уральское управление
- Екатеринбург - Свердловская область, Челябинская область, Курганская область.

включает Екатеринбургскую зону

## Тюменское управление
- Тюменская область

включает Тюменскую зону